# Football Club Zurich (féminines)
Pour l'équipe de football masculin, voir Football Club Zurich.
Maillots
Actualités
La section féminine du FC Zurich, couramment abrégée en FC Zurich féminin (ou en allemand : FC Zürich Frauen), est un club de football féminin situé à Zurich, dans le canton de Zurich, en Suisse. Il est le club suisse le plus titré avec 24 titres de champion.

## Histoire
L'ancêtre du FC Zurich est fondé le 21 février 1968 sous le nom de Damenfussball-Club Zürich.

### Les débuts avec le SV Seebach

Ancien logo du FC Zurich (jusqu'à 2022).

Le club est fondé en 1970, dans un quartier de Zurich, sous le nom SV Seebach. En 1980, ce club remporte son premier titre de champion, puis l'année suivante son premier doublé championnat-coupe.[réf. nécessaire]
Jusqu'en 2005, le club remporte douze titres de champion et sept coupes de Suisse.[réf. nécessaire]
En 2005, la section féminine du SV Seebach devient indépendante, et se renomme FFC Zürich Seebach. Entre 2005 et 2008, le club remporte son treizième titre de champion et sa huitième coupe.[réf. nécessaire]

### La domination nationale du FC Zurich
En 2008, le club intègre le FC Zurich et devient le FC Zurich féminin. Le FC Zurich est le club féminin suisse le plus titré, après dix années de disette, le club remporte de nouveau le titre en 2008, il le défendra en 2009 et en 2010. Entre 2012 et 2016 le club remporte cinq titres d'affilée. En coupe, après avoir perdu sévèrement la finale 2015 face au FC Bâle (0-5), le FC Zurich remporte la finale 2016 face au FC Neunkirch.

### Un duel avec le Servette au début des années 2020
Lors de la saison 2019-2020, le FC Zurich perd à Genève face au Servette FCCF. C'est le signe que le club romand a rattrapé une grande partie de son retard sur l'ogre alémanique. La saison est finalement arrêtée à cause de la pandémie de covid-19, mais le Servette est alors en tête du classement. La saison suivante, le Servette valide sa domination en mettant fin à la série de titres de Zürich en championnat. Le club perd également sa couronne en coupe de Suisse, battu en finale par le FC Lucerne (2-0, doublé de Fölmli). En Ligue des champions, le parcours des Zurichoises s'était arrêté en seizièmes de finale face à St. Pölten (2-0, 1-0).
Le FCZ retrouve les honneurs en remportant la coupe de Suisse 2022, et égale le record de titres dans la compétition avec un quinzième sacre. Le club remporte en finale un derby face au Grasshopper (4-1). Alors que la saison 2021-2022 du championnat suisse voit l'apparition de play-offs, le FC Zurich atteint la finale où il domine le Servette FCCF aux tirs au but pour retrouver sa couronne nationale.
En 2022-2023, Zurich se qualifie pour la phase de groupes de la Ligue des champions en pulvérisant le SFK Sarajevo (7-0, 3-0) en barrages, et y affronte notamment l'Olympique lyonnais (défaites 0-3 et 0-4). Le club perd ses 6 matches et est éliminé.  À la mi-saison, l'entraîneure Inka Grings quitte le club pour prendre les rênes de la sélection helvète. Une autre Allemande, Jacqueline Dünker, prend le relais. Après avoir été sèchement éliminé par le Servette en demi-finale de coupe de Suisse (3-0), le FCZ conserve son titre en championnat en prenant sa revanche sur les Genevoises en finale, à nouveau 3-0.

## Palmarès
- Championne de Suisse (24) : 1980, 1981, 1982, 1983, 1985, 1987, 1988, 1990, 1991, 1993, 1994, 1998, 2008, 2009, 2010, 2012, 2013, 2014, 2015, 2016, 2018, 2019, 2022 et 2023
- Coupe de Suisse (15)  : 1981, 1986, 1987, 1988, 1989, 1990, 1993, 2007, 2012, 2013, 2015, 2016, 2018, 2019 et 2022
- Doublé Championnat-Coupe (12) : 1981, 1987, 1988, 1990, 1993, 2012, 2013, 2015, 2016, 2018, 2019 et 2022

## Parcours européen
Le club compte treize participations en Ligue des champions (2008-2009, 2009-2010, 2010-2011, 2012-2013, 2013-2014, 2014-2015, 2015-2016, 2017-2018, 2018-2019, 2019-2020, 2020-2021, 2021-2022, 2022-2023). Les Zurichoises atteignent les seizièmes de finale en 2009-2010, 2010-2011, 2012-2013, 2015-2016, 2017-2018, 2019-2020 et 2020-2021 et les huitièmes de finale en 2013-2014, 2014-2015 et 2018-2019.

## Rivalités
Le FCZ dispute le Zürcher Derby face au Grasshopper.